# ユー・ライク・ミー・トゥ・マッチ
「ユー・ライク・ミー・トゥ・マッチ」（You Like Me Too Much）は、ビートルズの楽曲である。作詞作曲はジョージ・ハリスンが手がけた。アメリカでは1965年6月14日に発売されたキャピトル編集盤『ビートルズ VI』に、イギリスでは8月6日に発売された5作目のイギリス盤公式オリジナル・アルバム『ヘルプ!』に収録された。

## 曲の構成、レコーディング
曲のキーはGメジャーで、4分の4拍子で演奏される。アラン・W・ポラックは、即興演奏を思わせるイントロ、ブリッジとブレイクの両方を含む曲構成、音楽と歌詞の両方の面でヴァースとブリッジがわずかに融合しているなど、複数の要素を本作の特徴として挙げている。曲中では、6度や7度を使用した和音が多く含まれており、ジャズの雰囲気を持っている。
「ユー・ライク・ミー・トゥ・マッチ」のレコーディングは、1965年2月17日に行われ、8テイク録音された。同日には「ザ・ナイト・ビフォア」のレコーディングも行なわれており、いずれもジョン・レノンがエレクトリックピアノを演奏している。翌日、ジョージ・マーティンとエンジニアのノーマン・スミスとケン・スコットによってモノラル・ミックスが作成され、2月23日にスミスとマルコム・デイビーズによってステレオ・ミックスが作成された。

## クレジット
※出典
- ジョン・レノン - アコースティック・ギター（ギブソン・J-160E）、エレクトリックピアノ
- ポール・マッカートニー - ピアノ、ベース（ヘフナー・500-1）、バッキング・ボーカル
- ジョージ・ハリスン - ボーカル、エレクトリック・ギター（グレッチ・テネシアン）、タンバリン
- リンゴ・スター - ドラム（ラディック・オイスター・ブラック・パール）
- ジョージ・マーティン - ピアノ

## カバー・バージョン
ランディ・バックマンは、アルバム『By George by Bachman』で本作をカバーしている。
なおボブ・ディランは、1966年に発表した楽曲「時にはアキレスのように」で、本作のピアノのイントロを再現している。